# Peter Minuit
Peter Minuit, Pierre Minuit o Peter Minnewit (Wesel, 1580-San Cristóbal y Nieves, 5 de agosto de 1638) fue el director general de la colonia neerlandesa de Nuevos Países Bajos entre 1626 y 1633, y fundador de la colonia sueca de Nueva Suecia en 1638. Según la tradición, Minuit les compró la isla de Manhattan a los lenape el 24 de mayo de 1626 a 60 guilders, lo que supuestamente equivaldría a $24 dólares estadounidenses de la época o a unos 1000 dólares de 2015.

## Biografía
Peter Minuit nació en 1580 en Wesel, durante un periodo de tensiones religiosas entre protestantes y católicos tras la Reforma, que culminó en la guerra de los Treinta Años. La familia valona de Minuit, originaria de la ciudad de Tournai (actual Bélgica) eran del grupo de protestantes que emigraron del gobierno católico de los Países Bajos de los Habsburgo, refugiándose en la ciudad de Wesel.
En diciembre de 1625, a los 45 años, Minuit fue oficializado como el tercer director general de Nuevos Países Bajos por la Compañía Neerlandesa de las Indias Occidentales. Navegó rumbo a Norteamérica, llegando a la colonia el 4 de mayo de 1626.
Tradicionalmente, se cuenta que el 24 de mayo de 1626, Minuit le compró la isla de Manhattan a los nativos (seguramente a la tribu de los Lenape) por bienes avaluados en 60 guilders. Esta transacción es comúnmente vista como unilateral, a beneficio del neerlandés, e incluso una historia popular de Manhattan cuenta que en realidad Minuit le compró Manhattan a la tribu equivocada (a los Carnesie, que vivían en Long Island).
En 1631, la Compañía Neerlandesa de las Indias Occidentales cesó en el cargo a Minuit, teniendo este que regresar a Europa. Su amigo Willem Usselincx, también despedido de la Compañía, llamó la atención de Minuit sobre los esfuerzos de Suecia por fundar una colonia en el río Delaware, al sur de los Nuevos Países Bajos. En 1636 o 1637, Minuit negoció con Samuel Blommaert y el gobierno sueco para crear la primera colonia sueca en el Nuevo Mundo. Ubicada en el curso bajo del río Delaware, dentro de un territorio antes reclamado por los neerlandeses, fue bautizado como Nueva Suecia. Minuit y sus acompañantes llegaron al sitio denominado Swedes' Landing (actual Wilmington), en la primavera de 1638. Minuit construyó Fort Christina ese año, y luego regresó a Estocolmo por un segundo grupo de colonos. Tomó un barco tabaquero que pasaba por el Caribe antes de ir a Europa, para ahorrar. Cuando navegaba por las cercanías de la isla de San Cristóbal, rumbo a Europa, el barco que lo transportaba sucumbió ante un fuerte ciclón tropical, falleciendo Peter Minuit.